# Solomon Marcus
Solomon Marcus (Bacău, 1º marzo 1925 – Bucarest, 17 marzo 2016) è stato un matematico e pedagogista rumeno  di etnia ebraica, membro permanente dell'Accademia Rumena. Nonostante gli argomenti principali delle sue ricerche fossero analisi matematica, matematica e linguistica computazionale, ha pubblicato numerosi libri e articoli riguardanti diversi argomenti culturali tra cui la poesia, la linguistica, la semiotica, la filosofia e la storia della scienza e dell'educazione.

## Biografia
Solomon Marcus nacque il primo marzo 1925 a Bacău. I suoi genitori, Sima e Alter Marcus, erano dei sarti. Da bambino ha dovuto imparare a convivere con varie dittature, guerre, censure e con l'antisemitismo. All'età di 16-17 anni ha cominciato a impartire ripetizioni ai suoi compagni di scuola più piccoli, per contribuire al mantenimento della sua famiglia.
Dopo la maturità, conseguita nella sua città natale, ha frequentato la facoltà di matematica presso l'Università di Bucarest. Durante il periodo universitario continuò a impartire lezioni private: "Erano anni di povertà e avevo bisogno di aiuto economico. Avevo sempre fame! Fino all'età di 20 anni non ho mai avuto dei miei vestiti, portavo quelli avanzati dai miei fratelli più grandi." Dopo la laurea ha iniziato a insegnare alla Facoltà di Matematica dell'Università di Bucarest. Ha ottenuto il titolo di dottore in matematica.
Il prof. Marcus è autore di numerosi studi interdisciplinari e di libri che prevedono l'utilizzo della matematica nella linguistica, nell'analisi teatrale, nelle scienze naturali e sociali ecc. I suoi libri sono stati tradotti in numerose lingue. Ha pubblicato circa 50 volumi in Romania, i quali sono stati tradotti in molte lingue europee. Ha inoltre scritto circa 400 articoli su riviste scientifiche. Era il fratello di Marius Mircu e di Marcel Marcian.
Aveva collaborato per la rivista Dimineața.
Solomon Marcus è morto giovedì 17 marzo 2016, all'età di 91 anni all'ospedale Fundeni di Bucarest.

## Opere
- Analiză matematică. vol.I. Ed. Didactică și Pedagogică București, ed. I. 1962, 735 p., 2nd Edition 1963. 3rd edition 1966, 768 p., 4th edition 1971, 785 p., 5th Edition 1980, 790 p. (în colab. cu Miron Nicolescu și Nicolae Dinculeanu).
- Lingvistică matematică. Modele matematice în lingvistică. Ed. Didactică și Pedagogică. București, 1963, 220 p.
- Gramatici și automate finite. Ed. Academiei, București 1964, 256 p.
- Lingvistica matematică, (ediția a doua, revăzută și completată cu 4 capitole noi, ). Ed. Didactică și Pedagogică, București, 1966, 254p
- Bibliografia lucrarilor românesti de lingvistica matematica. Bucuresti, Societatea de Stiinte Matematice , 1966, 22p.
- Introducere în lingvistica matematică, Ed. Științifică, București, 1966, 336 p (în colab. cu Edmond Nicolau și Sorin Stati)
- Notiuni de Analiză matematică. Originea, evoluția și semnificația lor. Ed. Științifică, București, 1967, 237 p.
- Limbaj, logică, filozofie. Ed. Științifică, București, 1968, 261 p (în colab. cu Al. Boboc, Gh Enescu, C. Popa și S. Stati).
- Analiză matematică, vol.II, Ed. Didactică și Pedagogică, București 1st ed 1966; 2nd ed 1971; 3rd ed. 1980; 414 p. (în colab. cu Miron Nicolescu și N. Dinculeanu)
- Poetica matematică. Ed. Academiei, București, 1970, 400 p.
- Din gândirea matematică românească. Ed. Științifică și Enciclopedică, București, 1975, 224 p.
- Semiotica folclorului. Abordare lingvistico-matematică. Ed. Academiei, București. 1975. 268 p.(coautor)
- Metode distribuționale algebrice în lingvistică. Ed. Academiei, București, 1977, 256 pp. (coautor).
- Semne despre semne. Ed. Stiințifică și Enciclopedică, București, 1979, 112 p.
- Metode matematice în problematica dezvoltării. Ed. Academiei, București, 1982, 198 p. (co-autor cu Mircea Malita).
- Gândirea algoritmică. Ed. Tehnică, București, 1982, 131 p.
- Semiotica matematică a artelor vizuale. Ed. Științifică și Enciclopedică, București, 1982, 410 p. (coordonator și co-autor).
- Simion Stoilow. Ed. Științifică și Enciclopedică, București, 1983, 315 p. (în colab. cu Cabiria Andreian Cazacu).
- Paradoxul. Ed. Albatros, București, 1984, 183 p.
- Timpul. Ed. Albatros, București, 1985, 386 p.
- Arta și știința. Ed. Eminescu, București, 1986, 332 p.
- Analiza matematică. vol. II Univ. București, 1986. 477 p. (coautor).
- Șocul matematicii. Ed. Albatros, București, 1987, 366 p.
- Moduri de gândire. Colecția "Știința pentru toți", Ed. Științifică și Enciclopedică, București, 1987, 110 p.
- Provocarea științei. Seria "Idei contemporane", Ed. Politică, București, 1988, 470 p.
- Invenție și descoperire. Ed. Cartea Românească, 1989, 296 p.
- Analiză matematică. Materiale pentru perfecționarea profesorilor de liceu III. Universitatea din București, Facultatea de Matematică, București, 1989, 319 p.(coautor)
- Dicționar de Analiză Matematică. Editura Științifică și Enciclopedică București, 1989 (coautor).
- Controverse în știință și inginerie. Ed. Tehnică, București, 1991, 248 p.
- Jocul ca Libertate. Editura Scripta, 2003, 288 p.
- Intalnirea Extremelor. Scriitori - In Orizontul Stiintei. Editura Paralela 45, 2005, 308 p.
- Educația în spectacol. Editura Spandugino, 2011, 176 p.
- Răni deschise, Editura Spandugino, București, 2012[9]: vol. I - (2011, 1249 p.); vol. 2 - Cultura sub dictatura (2012, 1084 p.); vol. 3 - Depun marturie (2013, 608 p.); vol. 4 - Dezmeticindu-ne (2015, 1028 p.); vol. 5 - Focul si oglinda (2015, 709 p.); vol. 6
- Limba romana - intre infern si paradis. Editura Spandugino, 2015, 80 p.
- Zece nevoi umane. Editura Spandugino, 2015, 137 p.
- Singuratatea matematicianului. Editura Spandugino, 2015, 89 p.
- Nevoia de oameni, volumul 1. Editura Spandugino, 2015, 914 p.
- Paradigme universale. Ediție integrală, Editura Paralela 45, Pitești, 2016[10],  1104 p.

## Edizioni in lingua straniera
- Introduction mathematique a la linguistique structurelle. Dunod, Paris, 1967, XII + 282 p.
- Algebraic Linguistics; Analytical Models. Academic Press, New York, 1967, XIV + 254 p.
- Algebraicke modely jazyka. Ed. Academia, Prague, 1969, 289 p.
- Teoretiko-mnozestvennye modeli jazykov. Ed. Nauka, Moscova, 1970, 332 p. (translation of the first five chapters of the book 10 and of the last chapter of the book 9).
- Introduzione alla linguistica matematica. Casa editrice Riccardo Patron, Bologna, 1970, 448p. in collab. with E. Nicolau and S. Stati.
- Mathematische Poetik. Ed. Academiei, București-Athenaum Verlag, Frankfurt am Main, 1973, 437 p.
- Matematicka Poetika. Ed. Nolit, Belgrad, 1974, 337 p.
- Matematicka analyza ctena podruhe. Ed. Academia, Prague, 1976, 234 p.
- A nyelvi szépség matematikája. Ed. Gondolat, Budapesta, 1977, 400 p.
- La semiotique formelle du folklore. Approche linguistico-mathematique. Ed. Klincksieck, Paris - Ed. Academiei, București, 1978, 309 p.
- Introduccion en la linguistica matematica. Ed. Teide. Barcelona, 1978, 386 p. (revised and completed Spanish translation of the book 5).
- Contextual ambiguities in natural & artificial languages. Vol. 1, Ed. Communication and Cognition, Ghent, Belgium, 1981, 138 p.
- Snmeia gia ta snmeia. Ed. Pneumatikos, Atena, 1981, 119 p.
- To Paradocso. Ed. Pneumatikos, Atena, 1986, 126 p.
- Language, Logic, Cognition and Communication; A Semiotic, Computational and Historical Approach. Report 9/96. Grup de Recerca en Linguistica Matematica i Enginyeria del Llenguatge. Reports Universitat Rovira i Virgili, Tarragona, Spain, 1996, 184 pp.
- Mathematics in Romania. Baia Mare, CUB Press 22, 2004, 84 p.
- Words and languages everywhere, Polimetrica, International Scientific Publisher, 2007, 542 p.